# Doubská hora
Der Doubská hora (deutsch: Aberg) ist ein 609 m hoher Berg  in Tschechien. Er liegt drei Kilometer südlich von Karlsbad bei Doubí über der Talsperre Březová.

## Geschichte
Bereits 1848 wurde auf dem Doubská hora ein hölzerner Aussichtsturm errichtet, der eine der umfassendsten Aussichten in der Umgebung von Karlsbad bot und daher gern besucht wurde, so dass unmittelbar neben dem Turm mehrere Gebäude zur Aufnahme von Touristen entstanden, aus denen das noch heute bestehende Hotel Aberg hervorgegangen ist. Nach einem Brand wurde der Turm 1905 von Ludwig Scheffler in seine jetzige Gestalt umgestaltet und aufgestockt sowie durch ein Berggasthaus erweitert, das inzwischen mehrfach umgebaut wurde.

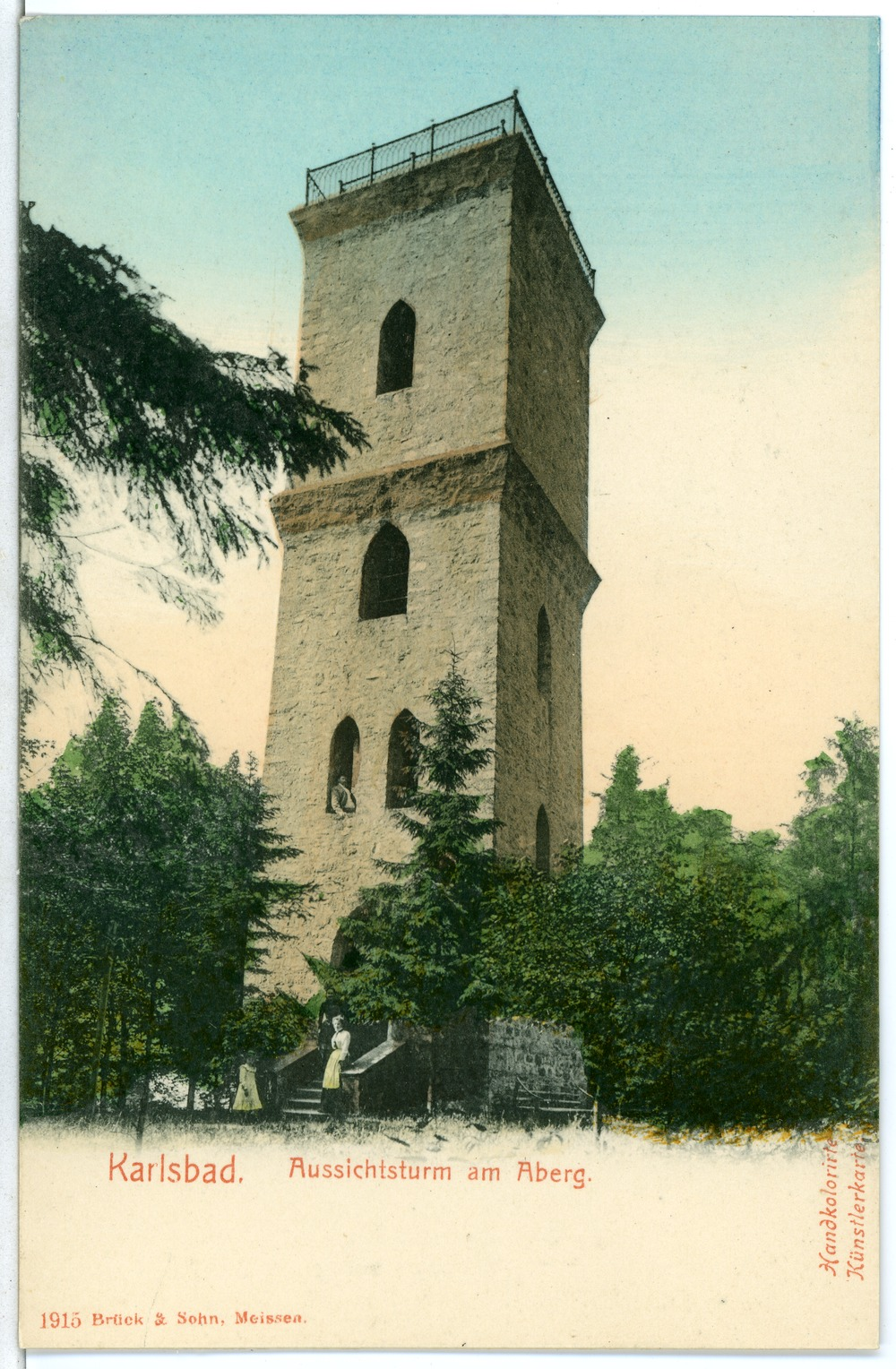
Aussichtsturm, 1901

An der Auffahrt zum Gipfel liegt das Waldcafé St. Leonhard. Nordöstlich, unterhalb des Gipfels befindet sich die St.-Leonhards-Kapelle neben den Resten einer romanischen Kirchenruine des Dorfes Tiergarten.